# Techelsdorf
Techelsdorf ist eine Gemeinde im Kreis Rendsburg-Eckernförde in Schleswig-Holstein.

## Geografie

### Geografische Lage
Das Gebiet der Gemeinde Techelsdorf liegt etwa 10 km südlich von Kiel am Oberlauf rechts der Eider. Landschaftlich zählt das Gemeindegebiet zum nordwestlichen Teilbereich des Naturraums Ostholsteinisches Hügel- und Seenland, eines der schleswig-holsteinischen Hügelländer.

### Nachbargemeinden
Das Gemeindegebiet von Techelsdorf ist umgeben von jenen der Gemeinden:
|             |                                             | Böhnhusen |
| Grevenkrug  | Kompassrose, die auf Nachbargemeinden zeigt |           |
| Schmalstede |                                             | Reesdorf  |

## Politik

### Gemeindevertretung
Bei der Kommunalwahl am 14. Mai 2023 wurden insgesamt sieben Sitze vergeben. Diese fielen erneut alle an die Wählergemeinschaft Techelsdorf. Die Wahlbeteiligung betrug 74,5 %.

### Wappen
Blasonierung: „Schräglinks im Wellenschnitt geteilt. Oben in Silber ein rot gezungter schwarzer Eberkopf, unten in Blau ein silbernes Mühlrad.“

## Wirtschaft und Verkehr
Die Wirtschaft in der Gemeinde ist überwiegend von der Urproduktion der Landwirtschaft geprägt. Überregionale Bekanntheit erlangt der Ort aber durch den hier ansässigen Landgasthof.
Durch das Gemeindegebiet verläuft die Kreisstraße 15 zwischen Bordesholm und Flintbek.

## Sehenswürdigkeiten
In der Liste der Kulturdenkmale in Techelsdorf stehen die in der Denkmalliste des Landes Schleswig-Holstein eingetragenen Kulturdenkmale.

### Tal der oberen Eider

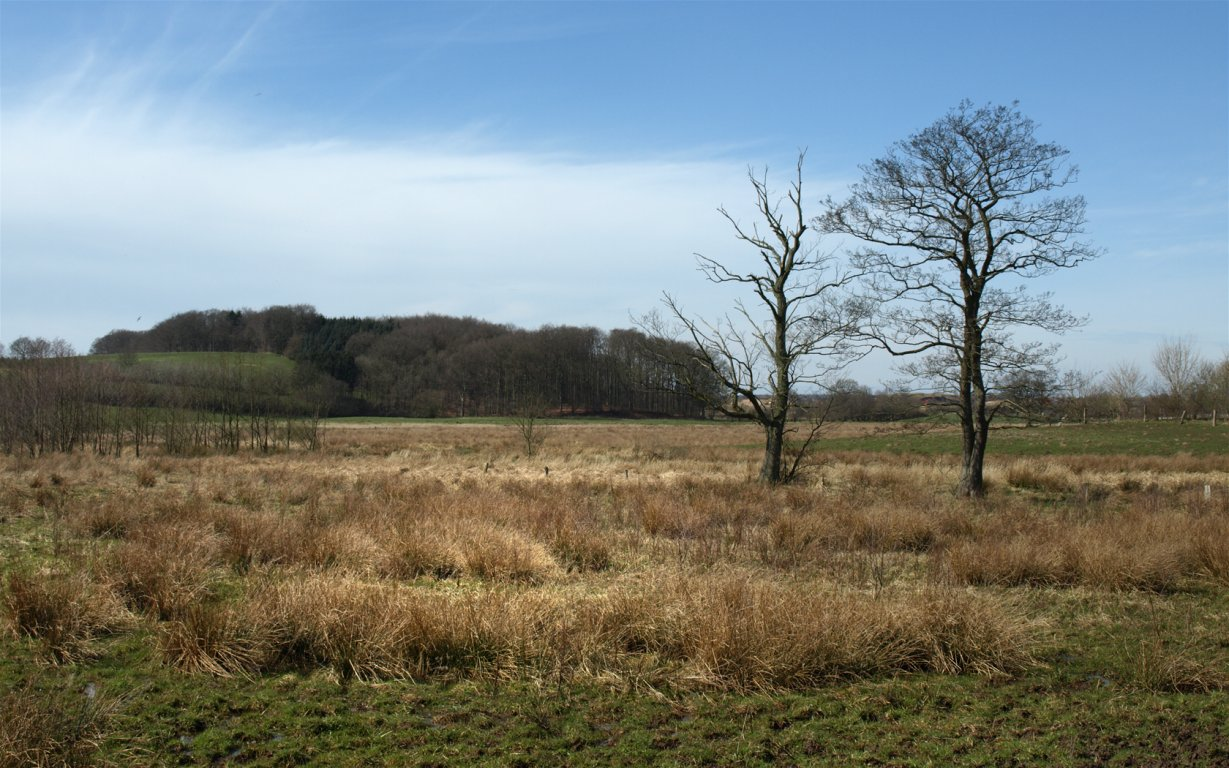
Im Tal der oberen Eider

Techelsdorf ist ein Ausgangspunkt für den Eidertal-Wanderweg. Das Eidertal wurde als Modellprojekt für die Vernässung von Niedermooren ausgewählt. Es wird extensiv beweidet, wobei Abbildzüchtungen von Wildpferderassen und Auerochsen eingesetzt werden. Zu dem 390 ha großen Projektgebiet gehören außer der Niederung auch die angrenzenden Hänge.

### Älteste Stahlbrücke des Landes

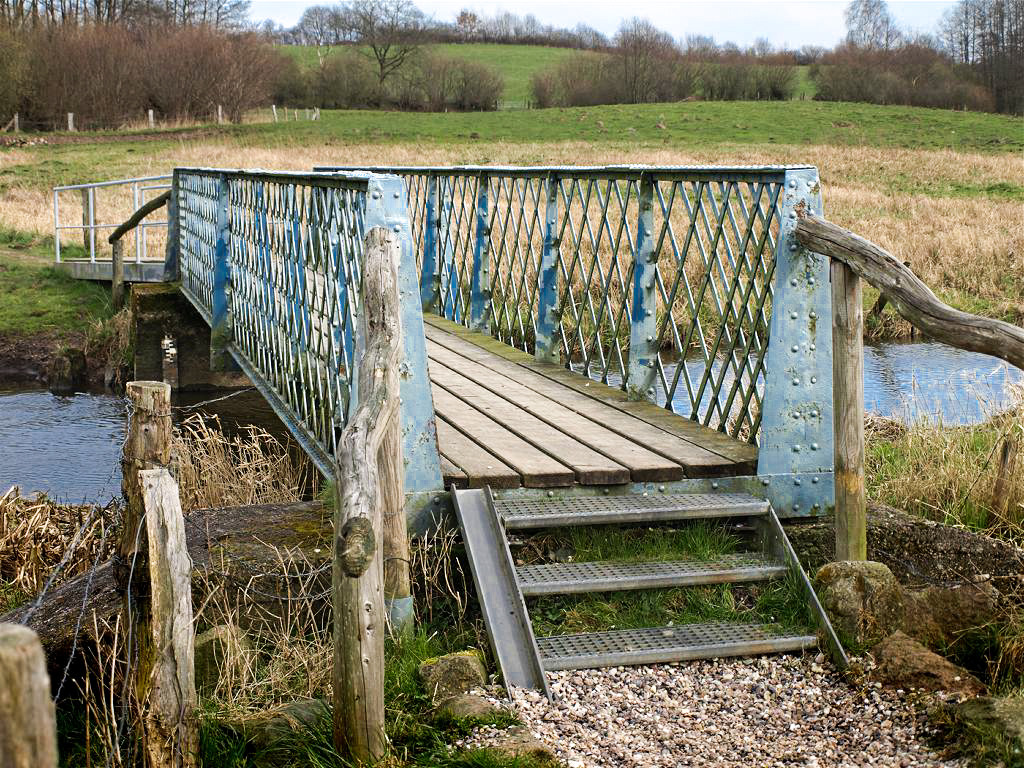
Die historische Stahlbrücke

Auf dem Weg nach Grevenkrug überquert eine Stahlbrücke die Eider. Sie steht unter Denkmalschutz, denn sie ist die älteste Stahlkonstruktion dieser Art in Schleswig-Holstein. Die Brücke wurde 1865 im Auftrag des Klosters Itzehoe und des Amtes Bordesholm erbaut, nachdem ein hölzerner Überweg abgebrochen worden war. Die heutigen Betonwiderlager wurden 1950 durch die Firma G. Petersen aus Flintbek auf den vorhandenen Holzpfählen erstellt.